# Dallara P217
Chronologie des modèles
La Dallara P217 est une voiture de course construite par le constructeur italien Dallara. Conçue pour répondre à la réglementation LMP2 2017 établie par l'Automobile Club de l'Ouest et la FIA, le prototype fait ses débuts en compétition lors des 4 Heures de Silverstone 2017 en European Le Mans Series. La Cadillac DPi-V.R engagée sur le continent américain en United SportsCar Championship est basée sur ce châssis.

## Aspects techniques
Avant la P217, le dernier prototype type Le Mans construit par Dallara était l'Audi R18 TDI. En effet, de par son accord avec la marque allemande, Dallara ne pouvait pas produire de prototypes de type Le Mans sous sa propre marque. Cependant, avec une fin de partenariat conclue à l'amiable (une autre firme italienne, YCOM, était responsable des Audi R18 de dernière génération), Dallara entreprend de développer un tout nouveau design pour les nouvelles réglementations techniques de type LMP.
La première apparition du nouveau design survient via un communiqué de presse sur un projet complètement indépendant.
La révélation officielle de la voiture intervient avant la fin de l'année 2016. Lors d'un salon de l'automobile à Bologne, la Dallara P217 est brièvement montrée. Des photos de tests en Italie avaient déjà fuités dans la presse. La conception générale de la P217 semble assez conventionnelle. C'est tout à fait en ligne avec l'image de Dallara qui a la réputation de fabriquer des voitures de course conventionnelles, mais bien exécutées et rapides.
Il a été possible d'observer la voiture plus en détail lorsque celle-ci a été testée par l'écurie Racing Team Nederland qui a pris part à un certain nombre de séances d'essais, y compris un test de pneus Dunlop à Sebring. La voiture dispose d'un museau ayant un relief commun avec un certain nombre d'autres conceptions LMP, comme la Oreca 05, tout en n'étant pas tombé dans une solution aussi extrême que celle utilisée par la Ligier JS P217. Le refroidissement des freins avant se fait par l'intermédiaire de fentes ovales sur le bord d'attaque de la carrosserie avant, ces conduits d'alimentation sont montés à l'intérieur du museau de la voiture menant au disque et aux montants. La suspension avant est dotée de barres de torsion à poussoir montées dans la cloison avant. Le refroidissement des freins arrière se fait par des conduits mis en place sur le bord d'attaque des roues arrière.

## Histoire en compétition

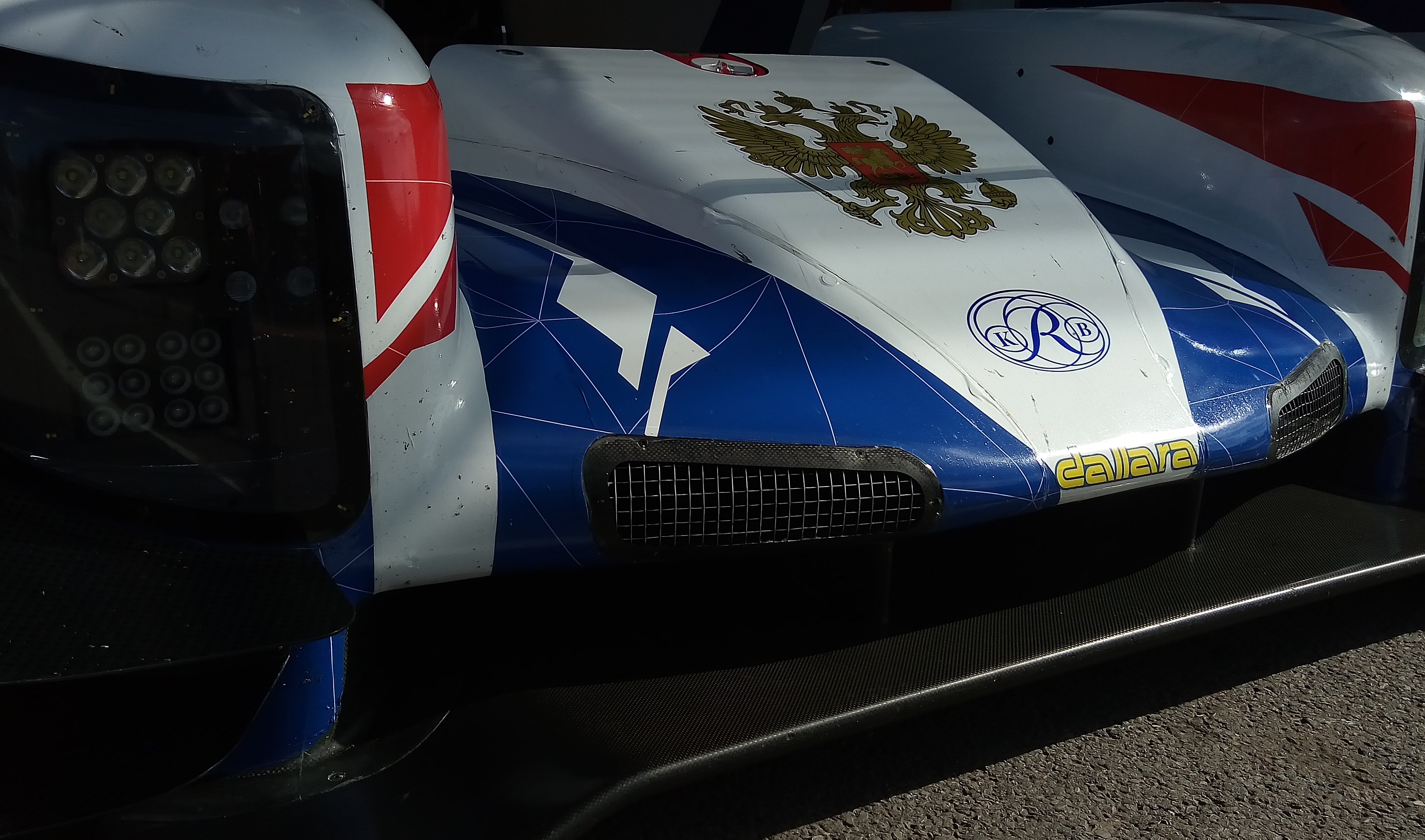
Dallara P217 du SMP Racing

Les écuries Cetilar Villorba Corse, High Class Racing et Racing Team Nederland ont profité des Essais Officiels 2017 de l'European Le Mans Series à Monza pour réaliser les premiers tours de roue officiels de la Dallara P217.

Elle prit ensuite part à l'European Le Mans Series 2017 avec ces mêmes écuries avec comme résultats deux podiums successifs pour les première et deuxième course. Les performances du High Class Racing aux 4 Heures de Silverstone et aux 4 Heures de Monza ont été effectivement bonnes avec deux troisièmes places,. Une excellente performance pour cette jeune écurie dans ce championnat.

De son côté, le SMP Racing prépare sa participation aux 24 Heures du Mans 2017 sans participer aux premières manches de l'European Le Mans Series 2017.

Aux 24 Heures du Mans 2017, les Dallara P217 ne profitèrent pas des mauvaises performances des LMP1. Il est tout de même à noter deux faits marquants pour cette course. Tout d'abord un incendie sur la Dallara P217 n°27 du SMP Racing, incendie qui n'a pas eu d'effet sur la participation de la voiture à la course, et ensuite l’impressionnante vitesse de pointe de la voiture, vitesse supérieure aux LMP1. Cette grande vitesse combinée à un temps au tour moyen indique une mauvaise balance du kit aéro de type "Le Mans".

À la suite des 24 Heures du Mans 2017, le SMP Racing intègre le championnat European Le Mans Series 2017 lors des 4 Heures du Red Bull Ring.

Elle obtient sa première victoire en compétition lors des 4 Heures du Castellet avec le SMP Racing, en ayant appliqué une stratégie d'arrêt aux stands différentes des autres équipes.
En 2018, quatre Dallara P217 sont engagées en ELMS et une dans la saison 2018-2019 du WEC. Contrairement à la saison précédente, lors des épreuves de l'European Le Mans Series, aucune des Dallara engagées ne parvient à monter sur le podium, lors des 24H du Mans 2018, les résultats restent toutefois dans la lignée de l'édition précédente, la meilleure des trois P217 engagées terminant 7e de sa catégorie et 11e au classement général.
Au fil des années, de nombreuses équipes choisissent de passer à l'Oreca 07, plus performante, et le nombre de Dallara P217 engagés chute. Il y a deux équipes pour amener la voiture italienne sur la piste en 2019 : l'équipe Carlin qui participe à l'ELMS 2019 et à l'Asian Le Mans Series 2019-2020 et l'équipe Cetilar Racing qui participe à la saison WEC 2019-2020 et aux 24 heures du Mans. L'équipe anglaise ne parvient pas à se mettre en valeur dans les épreuves ELMS mais se montre très compétitive dans les épreuves asiatiques, remportant deux victoires et deux troisièmes places qui lui valent la deuxième place du classement final, à  seulement 1 point des champions. Résultats très différent pour l'équipe italienne qui paye une différence de performance assez importante avec ses adversaires directs au championnat du monde 2019-2020, alors qu'aux 24h du Mans 2019 elle termine 18e au général et 13e dans la classe LMP2. L'autre Dallara engagée, celle de Racing Team Nederland, termine 20e au classement général et 15e dans sa catégorie.
Aux 24 Heures du Mans 2020, Cetilar Racing et Carlin auraient encore dû mettre en piste la voiture italienne, mais l'équipe britannique, en raison de problèmes liés à la pandémie de coronavirus, a dû retirer son inscription. Il n'y avait donc qu'une seule P217 inscrite. Malgré une différence de performance assez notable avec l'Oreca 07, l'équipe italienne a réussi à rester dans les dix premières positions de la classe LMP2 pendant la majeure partie de la course, pour finalement terminer 14e au classement général et 10e dans sa catégorie.
L'année 2021 voit les débuts de la voiture italienne aux États-Unis, où l'équipe Cetilar Racing participe aux 24 heures de Daytona avec une Dallara P217. L'aventure américaine commence bien pour la Dallara, qui se montre à l'aise sur le circuit dès les premiers essais, se battant même pour la pole position dans la classe LMP2 lors de la course qualificative. Cette vitesse a été confirmée lors de la course, avec la voiture italienne fermement installée sur le podium de la classe LMP2. À environ neuf heures de la fin, alors qu'Antonio Fuoco était au volant, un problème de boîte de vitesses a forcé un long arrêt aux stands, compromettant le résultat final.

## Écuries
Liste des écuries disposant d'au moins un châssis :
- AVF by Adrián Vallés
- High Class Racing
- Racing Team Nederland
- SMP Racing
- Celitar Villorba Corse
- Carlin

## Résultats aux24 heures du Mans
| Année | Équipe                 | Position au général | Position de classe |
| ----- | ---------------------- | ------------------- | ------------------ |
| 2017  | Celitar Villorba Corse | 10ème               | 8ème               |
| 2017  | Racing Team Nederland  | 14ème               | 12ème              |
| 2017  | SMP Racing             | 34ème               | 17ème              |
| 2018  | Celitar Villorba Corse | 19ème               | 11ème              |
| 2018  | Racing Team Nederland  | 11ème               | 7ème               |
| 2018  | SMP Racing             | 14ème               | 10ème              |
| 2019  | Celitar Villorba Corse | 18ème               | 13ème              |
| 2019  | Racing Team Nederland  | 27ème               | 15ème              |
| 2020  | Celitar Villorba Corse | 14ème               | 10ème              |

## Engagements
La Dallara P217 est engagée dans les championnats suivants  :

### European Le Mans Series 2017
| No. | Équipe                 | Voiture             | Châssis | Pneus | Pilotes                                                                                        | SIL | MON | RBR | LEC | SPA | POR | Total |
| --- | ---------------------- | ------------------- | ------- | ----- | ---------------------------------------------------------------------------------------------- | --- | --- | --- | --- | --- | --- | ----- |
| 47  | Celitar Villorba Corse | Dallara P217-Gibson | 004     | D     | Andrea Belicchi Roberto Lacorte Giorgio Sernagiotto                                            | 6   | 5   | NC  | 10  | 7   | 5   | 35    |
| 49  | High Class Racing,     | Dallara P217-Gibson | 007     | D     | Dennis Andersen Anders Fjordbach                                                               | 3   | 3   | 8   | 9   | 8   | 7   | 46    |
| 29  | Racing Team Nederland  | Dallara P217-Gibson | 001     | D     | Jan Lammers Frits van Eerd Rubens Barrichello                                                  | 11  | 10  | 7   | 12  | 11  | 8   | 12.5  |
| 27  | SMP Racing             | Dallara P217-Gibson | 012     | D     | Mikhail Aleshin Matevos Isaakyan Maurizio Mediani Egor Orudzhev Viktor Shaytar Sergey Sirotkin |     |     | 6   | 1   | 3   | 3   | 63    |

### European Le Mans Series 2018
| No. | Équipe                 | Voiture             | Pneus | Pilotes                                                         | LEC | MON  | RBR | SIL  | SPA  | POR  | Total |
| --- | ---------------------- | ------------------- | ----- | --------------------------------------------------------------- | --- | ---- | --- | ---- | ---- | ---- | ----- |
| 30  | AVF                    | Dallara P217-Gibson | D     | Henrique Chaves Konstantin Tereshchenko                         | 11  | Abd. | 14  | 8    | 9    | Abd. | 6     |
| 35  | SMP Racing             | Dallara P217-Gibson | D     | Viktor Shaytar Egor Orudzhev Matevos Isaakyan                   | Nc. | Abd. | 7   | Abd. |      |      | 6     |
| 47  | Cetilar Villorba Corse | Dallara P217-Gibson | D     | Giorgio Sernagiotto Roberto Lacorte Andrea Belicchi Felipe Nasr | 14  | 9    | 11  | 13   | 10   | 11   | 4.5   |
| 49  | High Class Racing      | Dallara P217-Gibson | D     | Dennis Andersen Anders Fjordbach                                | 13  | 14   | 12  | 9    | Abd. | 9    | 5.5   |

### Championnat du monde d'endurance FIA 2018-2019
| No. | Équipe                | Voiture             | Pneus | Pilotes                                                      | SPA | LMS | SIL | FUJ | SHA | SEB | SPA | LMS | Total points |
| --- | --------------------- | ------------------- | ----- | ------------------------------------------------------------ | --- | --- | --- | --- | --- | --- | --- | --- | ------------ |
| 29  | Racing Team Nederland | Dallara P217-Gibson | M     | Giedo Van der Garde Frits van Eerd Jan Lammers Nyck de Vries | 7   | 5   | 5   | 7   | 5   | 5   | 5   | 5   | 85           |

### European Le Mans Series 2019
| No. | Équipe                 | Voiture             | Pneus | Pilotes                                                                  | LEC | MON  | BAR | SIL  | SPA | POR  | Total |
| --- | ---------------------- | ------------------- | ----- | ------------------------------------------------------------------------ | --- | ---- | --- | ---- | --- | ---- | ----- |
| 45  | Carlin                 | Dallara P217-Gibson | D     | Jack Manchester Ben Barnicoat Harry Tincknell Olivier Pla Harrison Newey | 16  | 11   | 9   | Abd. |     | Abd. | 3     |
| 47  | Cetilar Villorba Corse | Dallara P217-Gibson | M     | Roberto Lacorte Giorgio Sernagiotto Andrea Belicchi                      |     | Abd. |     |      |     |      | 0     |

### Asian Le Mans Series 2019-2020
| No. | Équipe                    | Voiture             | Pneus | Pilotes                                       | SHA | BEN | SEP | CHA | Points |
| --- | ------------------------- | ------------------- | ----- | --------------------------------------------- | --- | --- | --- | --- | ------ |
| 45  | Thunderhead Carlin Racing | Dallara P217-Gibson | M     | Jack Manchester Harry Tincknell Ben Barnicoat | 3   | 3   | 1   | 1   | 82     |

### Championnat du monde d'endurance FIA 2019-2020
| No. | Équipe          | Voiture               | Pneus | Pilotes                                             | SIL | FUJ | SHA | BHR | CAM | SPA | LMS | BHR | Points |
| --- | --------------- | --------------------- | ----- | --------------------------------------------------- | --- | --- | --- | --- | --- | --- | --- | --- | ------ |
| 47  | Cetilar Racing, | Dallara P217 - Gibson | M     | Roberto Lacorte Andrea Belicchi Giorgio Sernagiotto | 6   | 7   | 7   | 8   | 8   | 5   | 5   | 6   | 72     |

### WeatherTech SportsCar Championship 2021
| No. | Équipe         | Voiture               | Pneus | Pilotes                                                           | DAY | SEB | WGL1 | WGL2 | ELK | LGA | ATL | Points |
| --- | -------------- | --------------------- | ----- | ----------------------------------------------------------------- | --- | --- | ---- | ---- | --- | --- | --- | ------ |
| 47  | Cetilar Racing | Dallara P217 - Gibson | M     | Andrea Belicchi Antonio Fuoco Roberto Lacorte Giorgio Sernagiotto | 6   |     |      |      |     |     |     | 11     |